# Tövisfalva
Tövisfalva (szlovákul Trnovec) község Szlovákiában, a Nagyszombati kerületben, a Szakolcai járásban.

## Fekvése
Szakolcától 7 km-re délnyugatra található.

## Története
A történeti források szerint  a települést 1548-ban „Thernowawes” néven horvátok településeként említik először. A holicsi uradalomhoz tartozott. Régi temploma is a 16. században épült, de a 19. század elején elpusztult. 1693-ban a holicsi uradalom részeként mindössze 8 adózója volt. 1736-ban az uradalomnak ezt a részét Lotaringiai Ferenc herceg, Mária Terézia császárnő férje vásárolta meg. Az új birtokos személye az egész uradalom nagymértékű felvirágzásához vezetett. A házak a 18. században agyagból és kiégetés nélkül készített téglából épültek, mely esetleges tűzvész esetén nagy előnyt jelentett. A faluban a földművesek mellett kovácsok, molnárok és cipészek is tevékenykedtek. A település az itteni asszonyok hímző művészetéről is híres volt. Uradalmi téglagyár is működött a községben, az itt készített téglából építették Holics várát is. Tövisfalván nagy hagyományai voltak a lótenyésztésnek is. A II. József által elrendelt első népszámlálás 38 házat és 271 lakost számlált a községben. 1828-ban 51 házában 351 lakos élt. Lakói mezőgazdasággal foglalkoztak, illetve a helyi téglagyárban dolgoztak.
Vályi András szerint „TÖVESFALVA. Trnovecz. Tót falu Nyitra Várm. földes Ura a’ Fel. Tsászár, lakosai katolikusok, fekszik Holitshoz közel, és annak filiája; legelője szoros, szőleje nints, dohányt termesztenek, földgye, réttye jó, malma helyben, piatza Holitson.”
Fényes Elek szerint „Trnocz, (Tövisfalva), tót falu, Nyitra vmegyében, Holics fil., 335 kath., 11 zsidó lak. F. u. ő. cs. k. felsége.”
Nyitra vármegye monográfiája szerint „Tövisfalu, a Chvojnicza-völgyben fekvő tót község Holics mellett, 361 r. kath. és kevés ág. ev. lakossal. Posta-, táviró- és vasúti állomása Holics. A XVI. században Kürthy Katalin által épített templomot egy felhőszakadás e század elején elpusztította. Az uj templom 1871-ben épült. A község határában a Rákóczy-szabadságharcz alatt ütközet volt. A faluhoz tartozó cs. és kir. családi uradalmi téglagyár agyagföldjében diluviális csontokra bukkantak. Találnak itt gyakran különféle régi pénzeket is és pedig az Árpádházi királyok korából, Zsigmond lengyel királytól, I. Lipóttól, Bethlen Gábortól, Frigyes pfalzi választó fejedelemtől és II. Rákóczy Ferencztől; azonkívül az itt lefolyt harczok maradványaiképen fegyvertöredékeket és emberi és állati csontmaradványokat. A községben gőzmalom is van. Földesurai a Révayak és a Czoborok voltak, de később a cs. és kir. család.”
A trianoni békeszerződésig Nyitra vármegye Szakolcai járásához tartozott.

## Népessége
| Év:            | 1994. | 2004.   | 2014.   | 2024.   |
| -------------- | ----- | ------- | ------- | ------- |
| Emberek száma: | 331   | 316     | 315     | 290     |
| Eltérés:       |       | -4,53 % | -0,31 % | -7,93 % |

| Év:            | 2023. | 2024. |
| -------------- | ----- | ----- |
| Emberek száma: | 290   | 290   |
| Eltérés:       |       | +0 %  |

1910-ben 364, túlnyomórészt szlovák lakosa volt.
2001-ben 333 lakosából 330 szlovák volt.
2011-ben 317 lakosából 308 szlovák.

## Nevezetességei
A Rózsafüzér királynője tiszteletére szentelt római katolikus temploma 1871-ben épült, Holics filiája.

## Külső hivatkozások
- Hivatalos oldal
- E-obce.sk[halott link]
- Községinfó
- Tövisfalva Szlovákia térképén
- Tövisfalva története